# Narodowosocjalistyczny Korpus Motorowy

Sztandar NSKK

Narodowosocjalistyczny Korpus Motorowy, NSKK (od niem. Nationalsozialistisches Kraftfahrkorps) – organizacja paramilitarna podlegająca NSDAP, która działała na terenie Niemiec w okresie III Rzeszy w latach 1931–1945. W latach 1934–1942 jej dowódcą był Adolf Hühnlein.

## Historia
Narodowosocjalistyczny Korpus Motorowy był najmniejszą organizacją NSDAP i został stworzony w roku 1931 jako zmotoryzowane oddziały Sturmabteilung (SA). W 1934 roku do organizacji należało w przybliżeniu 10 000 członków. Wtedy wyodrębniono ją z SA – stała się organizacją niezależną, co prawdopodobnie zapobiegło jej zlikwidowaniu, gdyż w czasie czerwcowych czystek partyjnych i wymordowaniu dowództwa SA (w czasie tzw. nocy długich noży) rola SA drastycznie zmalała na rzecz SS.

## Działalność
Organizacja zajmowała się przede wszystkim podstawowym szkoleniem i edukowaniem poborowych kierowanych do jednostek pancernych i zmotoryzowanych. Byli oni głównie przygotowywani do obsługi i utrzymywania wysokiego stanu technicznego motocykli oraz samochodów.
Organizowano również kompanie samochodowe, zapewniające transport między innymi jednostkom Ordnungspolizei.

## Stopnie

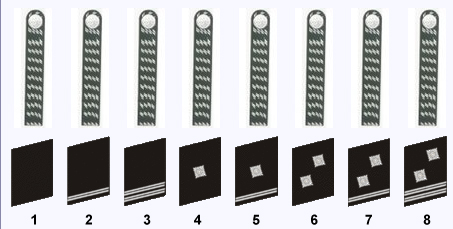
Stopnie NSKK

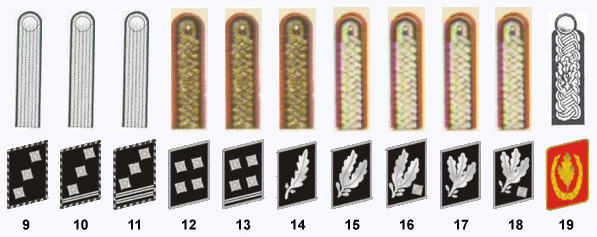
Stopnie NSKK

| Stopień w NSKK    | Tłumaczenie               | Odpowiednik w Heer   |
| ----------------- | ------------------------- | -------------------- |
| Korpsführer       | Dowódca korpusu           | Generalfeldmarschall |
| Obergruppenführer | Starszy dowódca grupy     | General              |
| Gruppenführer     | Dowódca grupy             | Generalleutnant      |
| Brigadeführer     | Dowódca brygady           | Generalmajor         |
| Oberführer        | Starszy dowódca           | –                    |
| Standartenführer  | Dowódca pułku             | Oberst               |
| Oberstaffelführer | Starszy dowódca szwadronu | Oberstleutnant       |
| Staffelführer     | Dowódca szwadronu         | Major                |
| Hauptsturmführer  | Naczelny dowódca szturmu  | Hauptmann            |
| Obersturmführer   | Starszy dowódca szturmu   | Oberleutnant         |
| Sturmführer       | Dowódca szturmu           | Leutnant             |
| Haupttruppführer  | Naczelny dowódca drużyny  | Stabsfeldwebel       |
| Obertruppführer   | Starszy dowódca drużyny   | Oberfeldwebel        |
| Truppführer       | Dowódca drużyny           | Feldwebel            |
| Oberscharführer   | Starszy dowódca zastępu   | Unterfeldwebel       |
| Scharführer       | Dowódca zastępu           | Unteroffizier        |
| Rottenführer      | Dowódca roty              | Gefreiter            |
| Obersturmmann     | Starszy szturman          | Oberschütze          |
| Sturmmann         | Szturman                  | Schütze              |

## Działalność NSKK w Generalnym Gubernatorstwie

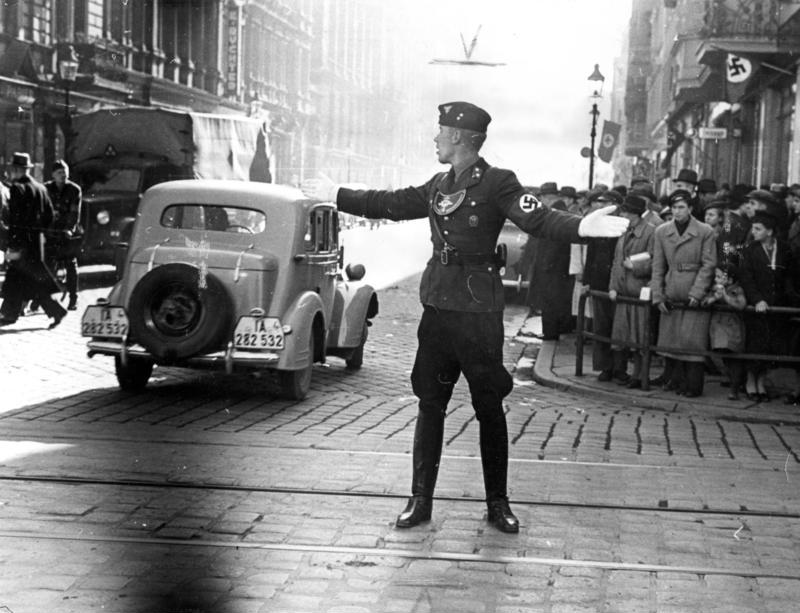
Członek NSKK kierujący ruchem w okupowanym Poznaniu (październik 1939)

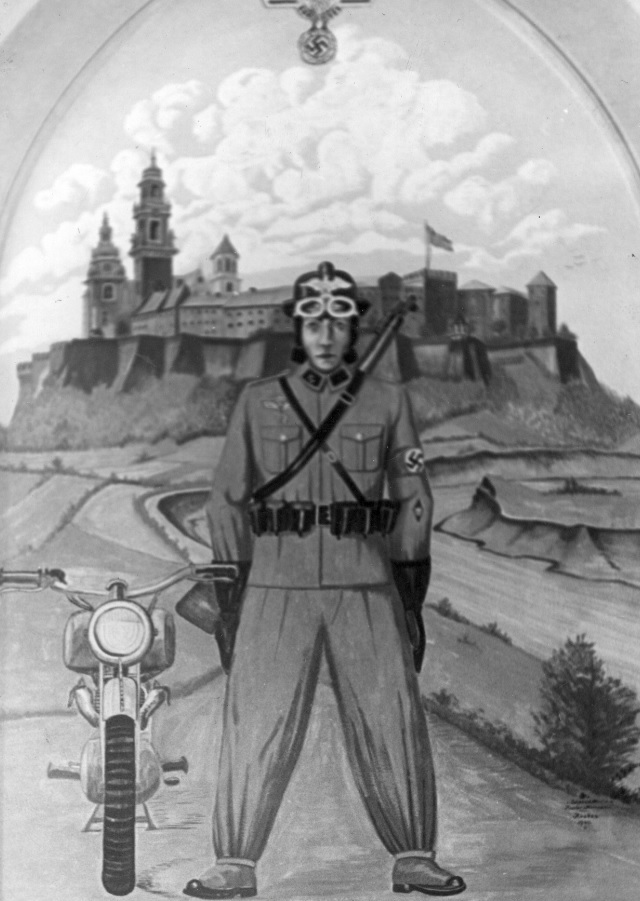
Obraz namalowany w kwaterze NSKK w Krakowie ze zbiorów Narodowego Archiwum cyfrowego

W listopadzie 1939 na terenie Generalnego Gubernatorstwa pod dowództwem Obergruppenführera Hermanna Höﬂe, pełniło służbę 12 kompanii NSKK w następujących miejscowościach: Kraków, Warszawa, Lublin, Kielce, Częstochowa. Poza tym w Krakowie stacjonowała zmotoryzowana kompania kurierska. We wrześniu 1940 stacjonowało 14 kompanii pełniąc zadania: pomocniczej policji drogowej, służby kurierskiej oraz honorowej eskorty Generalnego Gubernatora. Od tego momentu nastąpiło wycofywanie tej formacji z Generalnego Gubernatorstwa. W Krakowie zmotoryzowana kompania kurierska w sile 90 ludzi była niepotrzebna bo odbudowano już kolej i pocztę do celów komunikacji, a koszt jej stacjonowania wynosił 1 mln zł. Frank zaplanował przejąć na swój budżet 30 ludzi wraz z jej dowództwem. Powstała NSKK-Kompanie „Generalgouverneur” - oddział zmotoryzowany eskorty generalnego gubernatora pod dowództwem NSKK-Sturmbannführera Diedericha. Używana była w służbie na Wawelu, w Krzeszowicach i w warszawskim Belwederze oraz patrolowała ruch na drodze Kraków – Trzebinia. Dodatkowo przy przejazdach samochodu Hansa Franka stanowiła jego motocyklową eskortę honorową.